# Cocai
I Cocai sono un gruppo di rock progressivo italiano formatosi nel 1977.

## Il gruppo
Il gruppo, originario del Veneto, esattamente di Venezia, è rimasto attivo per un brevissimo periodo pubblicando un unico album nell'anno 1977. I componenti hanno mantenuto la propria identità celata dietro nomi di fantasia.

## Formazione
- Theo Byty - chitarra, voce, moog
- Gigi Pandi - chitarra, voce, flauto
- Stheny - tastiere
- Paul Blaise - basso, percussioni, voce
- Tury - batteria

## Discografia

### LP
- 1977: Piccolo grande vecchio fiume (Style, CT 7165)

### CD
- 1994: Piccolo grande vecchio fiume (Mellow Record, MMP 186)